# Nathalie Bock (Fußballspielerin, 1988)
Nathalie Bock (* 21. Oktober 1988 in Recklinghausen) ist eine deutsche Fußballspielerin.

## Karriere

### Vereine
Bock begann im Alter von fünf Jahren bei ihrem Heimatverein Blau Weiß Post Recklinghausen mit dem Fußballspielen, wo sie bis zur C-Jugend ausschließlich in Jungenmannschaften spielte. 2003 wechselte sie zur SG Wattenscheid 09, um dort erstmals in einer reinen Mädchenmannschaft zu spielen. Dort wurde sie in der ersten Saison mit den B-Juniorinnen deutsche Vizemeisterin. Im Endspiel unterlag man am 20. Juni 2004 in Potsdam dem dort ansässigen Serienmeister 1. FFC Turbine Potsdam. Danach wechselte Bock als noch Jugendspielerin in die 1. Frauenmannschaft Wattenscheids, die sich für die neu gegründete 2. Bundesliga qualifiziert hatte. In ihrem ersten Jahr als Seniorin konnte sie sich zur Stammspielerin etablieren und kam auf 20 von 22 möglichen Spieleinsätzen, wobei ihr 3 Tore gelangen.
Zur Saison 2005/06 unterschrieb Bock einen Vertrag beim Bundesligisten FFC Heike Rheine und gab am 14. August 2005 in der Partie gegen den Hamburger SV ihr Erstligadebüt, dem in dieser Spielzeit 19 weitere Einsätze über die volle Spielzeit folgten. Nach der Saison wurde Bock als Newcomerin bei den Rheinenserinnen gefeiert, wechselte aber zur Saison 2006/07 zum Bundesligaaufsteiger VfL Wolfsburg. Hier unterschrieb sie zunächst einen 3-Jahres-Vertrag, da ihr neben dem Fußballspielen in Wolfsburg eine Ausbildungsstelle als Verwaltungsfachangestellte angeboten wurde. Nach sechs Jahren in Wolfsburg wechselte Bock im Sommer 2012 zum Zweitligisten BV Cloppenburg. Mit Cloppenburg gelang ihr in dieser Spielzeit als Meister der 2. Bundesliga Nord der Aufstieg in die Bundesliga. Kurz vor Beginn der Bundesligasaison 2013/14 wurde bekannt, dass Bock aus privaten Gründen eine Karrierepause einlegt. Nach längerer Verletzungspause wechselt Bock zur Saison 2015/16 zum Westfalenligisten DJK Arminia Ibbenbüren.

### Nationalmannschaft
Die Mittelfeldspielerin durchlief von 2003 bis 2009 die Junioren-Auswahlen des Deutschen Fußball-Bundes. 2005 gewann sie mit den U-17-Juniorinnen den Nordic Cup. Ein Jahr später nahm sie mit der U-19-Nationalmannschaft an der Europameisterschaft in der Schweiz teil, verletzte sich in der Vorrunde jedoch so schwer am linken Knie, dass sie lediglich als Zuschauerin von der Ersatzbank das Endspiel verfolgen konnte. Bei der Europameisterschaft 2007 auf Island schoss sie in der Verlängerung das vorentscheidende 1:0 gegen England (Endstand 2:0) und wurde so erneut Europameisterin. 2008 nahm sie mit der U-20-Nationalelf an der Weltmeisterschaft in Chile teil und belegte dort Rang drei. Zuletzt gehörte Bock bis 2009 zum Kader der U-23-Nationalmannschaft.

## Erfolge
- Nordic-Cup-Siegerin 2005
- U-19-Europameisterin 2006, 2007
- Dritte der U-20-Weltmeisterschaft 2008